# Pałac w Szyszkowej
Pałac w Szyszkowej – wybudowany w  XVIII w. w Szyszkowej.

## Położenie
Pałac położony jest we wsi w Polsce, w województwie dolnośląskim, w powiecie lubańskim, w gminie Leśna.

## Historia
Obiekt jest częścią zespołu pałacowego, w skład którego wchodzi jeszcze park.